# Herman Cederberg
Pour les articles homonymes, voir Cederberg.
Herman Cederberg (né le 7 septembre 1883 à Korsholm et mort le 30 janvier 1969 à Vaasa) est un nageur finlandais ayant participé aux Jeux olympiques de 1908 à Londres et aux Jeux olympiques de 1912 à Stockholm.
Herman Cederberg fut champion de Finlande à plusieurs reprises :
- 1 500 mètres nage libre : 1906[1]
- 100 mètres sauvetage : 1908 et 1912[1]
- 200 mètres brasse : 1909[2] et 1911[3],[4]
- 100 dos : 1911 [3],[4]

En 1906, il établit le record de Finlande du 100 mètres nage libre en 1 min 26 s 2 et du 200 mètres brasse en 3 min 6 s 8 (ce qui pourrait potentiellement être aussi un record du monde).
Herman Cederberg participe aux Jeux olympiques de 1908 à Londres et aux Jeux olympiques de 1912 à Stockholm.
À Londres, il est engagé sur le 1 500 mètres nage libre, le 100 mètres dos et le 200 mètres brasse. Il ne concourt qu'en brasse et abandonne pendant sa course.
À Stockholm, il ne s'engage qu'en brasse sur les 200 mètres et 400 mètres. Troisième de sa série et 15e temps au total avec 3 min 18 s 6, il ne se qualifie pas pour le tour suivant du 200 mètres. Sur le 400 mètres, il déclare forfait.